# Гродненський Сейм (1793)

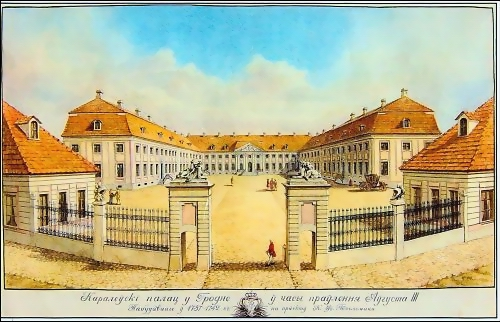
Королівський замок в Гродно

Гр́одненський Сейм (1793) — останній надзвичайний сейм Речі Посполитої, який відбувався від 17 червня до 23 листопада 1793 р. у Гродно, у Новому Замку. Також відомий як «німий сейм» внаслідок примусових дій російських військ відносно послів.
Сейм відомий тим, що 23 листопада 1793 року скасував Конституцію 3 травня.

## Передумови

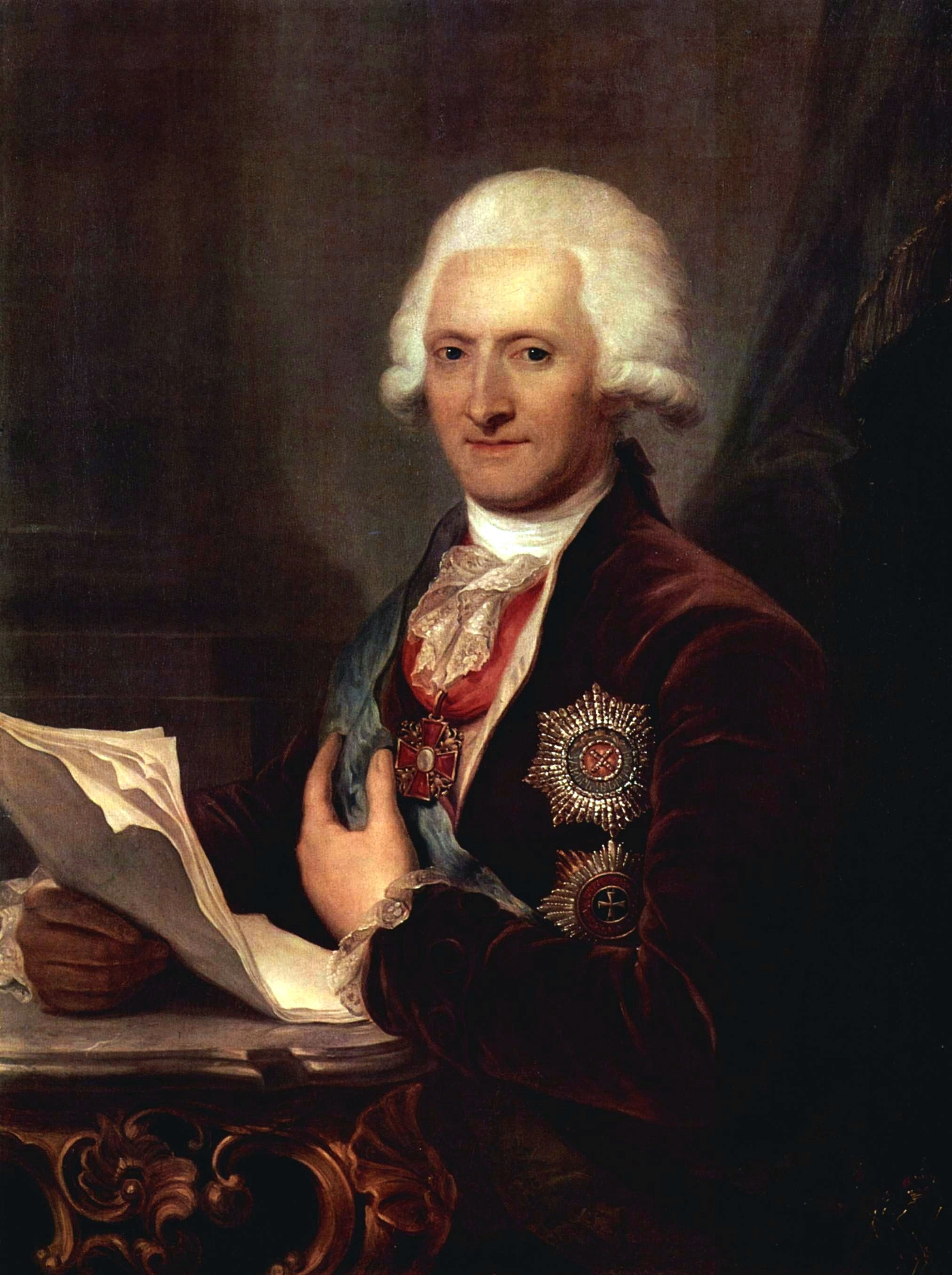
Російський посол Якоб Зіверс

Протягом 1788–1792 рр. у Речі Посполитій були проведені численні політичні та економічні реформи, що викликало велике незадоволення в консервативно налаштованої магнатерії і Російської імперії. Результатом цього стало створення Тарговицької конфедерації у 1792 р. і введення російських військ на територію Речі Посполитої. Незабаром польсько-литовські війська були розбиті, а король приєднався до Тарговицької конфедерації.

## Хід подій
Організацією сейму займався російський посол Якоб Зіверс. У Гродно розташувалася велика кількість російських військ. Послів, які прибули на сейм, активно залякували або пропонували хабарі. За задумом Катерини II цей сейм мав визнати територіальні претензії Пруссії і Росії, і таким чином закріпити другий поділ Речі Посполитої. Також вона запропонувала укласти союзний договір між Російською імперією і Річчю Посполитою.
15 вересня сейм був заблокований в будівлі. Незважаючи на тиск Зіверса, посли довгий час відмовлялися підтримати вимоги Росії.
23 вересня відбулось, так зване, «німе засідання». На чергове звернення Зіверса прийняти пропозицію Катерини II, посли мовчали. Це тривало кілька годин. Нарешті краківський посол Юзеф Анквич сказав, що мовчання означає згоду. Угода була прийнята.

## Результати сейму
- Російська імперія знову ставала протектором Речі Посполитої.
- Ліквідовувалась Конституція 3 травня, замість неї була прийнята нова конституція[2].
- відновлювалась Постійна Рада і кардинальні права.
- На армію Речі Посполитої накладалось обмеження у чисельності від 12000 до 15000 чоловік.
- Закріплювалися права міщан.
- Ліквідовувалась Тарговицька конфедерація.
- Закріплювався другий поділ Речі Посполитої.

## Гродненський Сейм у літературі
Події Сейму описані в романі Владислава Реймонта «Останній Сейм Речі Посполитої» (пол. Ostatni Sejm Rzeczypospolitej)